# Arcidiecéze Reggio Calabria-Bova
Arcidiecéze Reggio Calabria-Bova (latinsky Archidioecesis Rheginensis-Bovensis) je římskokatolická metropolitní arcidiecéze v italské oblasti Kalábrie, která tvoří součást Církevní oblasti Kalábrie. V jejím čele stojí arcibiskup Giuseppe Fiorini Morosini, jmenovaný papežem Františkem v roce 2013.

## Stručná historie
Vznik diecéze v Reggio Calabria je spojen s kázáním svatého apoštola Pavla, který se podle Skutků apoštolů plavil ze Syrakus „kolem pobřeží a dostal se do Regia“ a přespal tam (Skt 28, 13). Podle místní tradice v Reggiu kázal, a ustanovil tam prvním biskupem svého společníka sv. Štěpána z Niceje. V době, kdy se dostalo Reggio pod byzantskou nadvládu, se diecéze stala metropolitní arcidiecézí. DIecéze v Bově vznikla v 9. století a byla vždy sufragánní k Reggiu. On roku 1941 byly obě diecéze sjednoceny in persona episcopi, roku 1986 došlo k jejich plnému spojení. 